# Friedrich Haas (Politiker, 1884)
Friedrich Haas (* 1. Oktober 1884 in Coburg; † 5. Juni 1940 in Sonneberg) war ein deutscher Lehrer und Politiker (DVP).

## Leben
Haas war evangelisch-lutherischer Konfession. Er machte eine Lehre als Bäcker und lebte als Bäckermeister in Sonneberg. Nach der Novemberrevolution schloss er sich der DVP an. Am 13. Oktober 1920 rückte er für Hans Bernhard Jacobi, der sein Mandat niedergelegt hatte, in den Thüringer Landtag nach, dem er bis zum Ende der ersten Wahlperiode 1921 angehörte.
Ab 1931 gehörte er dem Stadtrat von Sonneberg an und war dort von 1931 bis 1932 Vorsitzender. 1931 schloss er sich der NSDAP an.